# Enaresamiska
Enaresamiska (inhemskt namn: anarâškielâ) är ett samiskt språk som talas av minst 300 personer, de flesta bosatta i Enare kommun i Finland. 
Enaresamiska brukar vanligen klassificeras som ett östsamiskt språk, tillsammans med bland andra skoltsamiska och kildinsamiska. I fråga om ordförråd, står språket dock nära nordsamiskan.

## Historik beträffande skriftspråket

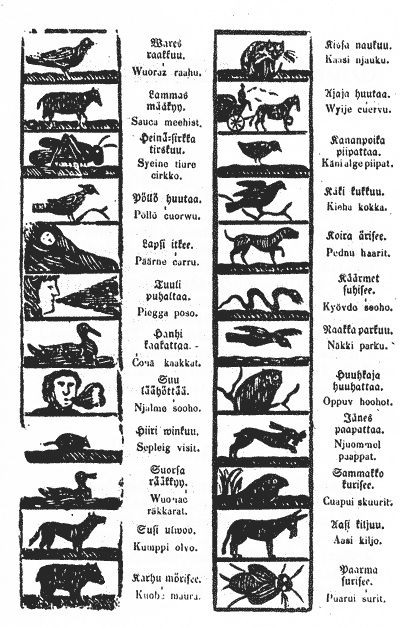
Sida ur Edvard Wilhelm Borgs ABC-bok på finska och enaresamiska från 1859.

De första böckerna på enaresamiska (en ABC-bok och Katekesen) utkom 1859.

## Nuvarande situation
Sedan 1979 undervisas enaresamiska i lokala grundskolor. År 2009 är språket liksom nordsamiska och skoltsamiska valbart dels som modersmål och huvudsakligt undervisningsspråk, dels som frivilligt ämne från åk1 (A2-språk) eller valbart ämne i högstadiet (B2-språk) för dem med annat undervisningsspråk. Förstärkt av tidigare finsk språkpolitik talar enbart en del samer samiska. Också bland dem som uppger samiska som modersmål, då de anmäler sig till skolan (valet är oberoende av vilket språk som anges i folkbokföringen, men avgör undervisningsspråket), varierar kunskaperna. Läroplanen tar hänsyn till att finska är dominerande språk. Ansträngningar att rädda språket sker också genom språkdaghem enligt modell från maoriernas ”Kōhanga reo” (”språkbo”, finska kielipesä).
I de enaresamiska språkbaden finns också många finska barn utan anknytning till den samiska kulturen.
Trots det lyckade språkbadsprojektet led enaresamiskan av att det fanns mycket få talare i åldrarna 20–50 år. Därför genomfördes år 2009–2010 en intensivutbildning i enaresamiska av 17 nyckelpersoner såsom lärare, daghemspersonal, en präst och en journalist. Omkring hälften av dessa har därefter fått anställning i Enare och använder enaresamiskan i sitt dagliga arbete.
Idag anses enaresamiskan vara på väg tillbaka i och med att många barn blivit aktiva talare.
Enaresamiskan har fått en viss uppmärksamhet tack vare rapparen Amoc som valt att rappa på det.

## Ortografi
Enaresamiska skrivs med en variant av det latinska alfabetet. 
| A a | (Â â)    | B b      | C c  | Č č  | D d | Đ đ | E e | F f | G g | H h | I i |
| --- | -------- | -------- | ---- | ---- | --- | --- | --- | --- | --- | --- | --- |
| /a/ | /ɑ/, /ʌ/ | /b̥/      | /ts/ | /tʃ/ | /d̥/ | /ð/ | /e/ | /v̥/ | /g/ | /h/ | /i/ |
| J j | K k      | L l      | M m  | N n  | Ŋ ŋ | O o | P p | R r | S s | Š š | T t |
| /j/ | /k/      | /l/      | /m/  | /n/  | /ŋ/ | /o/ | /p/ | /r/ | /s/ | /ʃ/ | /t/ |
| U u | V v      | Y y      | Z z  | Ž ž  | Ä ä |     |     |     |     |     |     |
| /u/ | /v/      | /y/, /ʉ/ | /z̥/  | /ʒ̥/  | /æ/ |     |     |     |     |     |     |

Bokstäverna Qq, Ww, Xx, Åå och Öö används endast i främmande ord och lånord.